# Malta en los Juegos Paralímpicos de Roma 1960
Malta estuvo representada en los Juegos Paralímpicos de Roma 1960 por seis deportistas, cinco hombres y una mujer.

## Medallistas
El equipo paralímpico maltés obtuvo las siguientes medallas:
| Nombre          | Deporte       | Evento                             |
| --------------- | ------------- | ---------------------------------- |
| Oro             |               |                                    |
| —               |               |                                    |
| Plata           |               |                                    |
| Angela Scicluna | Atletismo     | Peso C femenino                    |
| Moses Azzopardi | Tenis de mesa | Individual C masculino             |
| Bronce          |               |                                    |
| Claude Markham  | Atletismo     | Peso B masculino                   |
| George Portelli | Snooker       | Paraplejia clase abierta masculino |